# Bethania (Campeche)
Bethania es una localidad del estado mexicano de Campeche. Es parte del municipio de Campeche.

## Demografía
| Gráfica de evolución demográfica |
|                                  |

| Censo | Población |
| ----- | --------- |
| 1950  | 83        |
| 1960  | 195       |
| 1970  | 248       |
| 1980  | 458       |
| 1990  | 558       |
| 2000  | 670       |
| 2010  | 984       |
| 2020  | 1 280     |